# روئینگ در المپیک تابستانی ۲۰۰۰
رویینگ در بازی‌های المپیک تابستانی ۲۰۰۰ نام رویداد ورزش رویینگ در بازی‌های المپیک تابستانی بود که در سال ۲۰۰۰ برگزار شد.

## جدول مدال‌ها
| رتبه | کشور                      | طلا | نقره | برنز | مجموع |
| ۱    | رومانی (ROU)              | ۳   | ۰    | ۰    | ۳     |
| ۲    | آلمان (GER)               | ۲   | ۱    | ۳    | ۶     |
| ۳    | بریتانیای کبیر (GBR)      | ۲   | ۱    | ۰    | ۳     |
| ۴    | فرانسه (FRA)              | ۲   | ۰    | ۱    | ۳     |
| ۵    | ایتالیا (ITA)             | ۱   | ۲    | ۱    | ۴     |
| ۶    | بلاروس (BLR)              | ۱   | ۰    | ۰    | ۱     |
| ۶    | نیوزیلند (NZL)            | ۱   | ۰    | ۰    | ۱     |
| ۶    | لهستان (POL)              | ۱   | ۰    | ۰    | ۱     |
| ۶    | اسلوونی (SLO)             | ۱   | ۰    | ۰    | ۱     |
| ۱۰   | استرالیا (AUS)            | ۰   | ۳    | ۲    | ۵     |
| ۱۱   | هلند (NED)                | ۰   | ۳    | ۰    | ۳     |
| ۱۲   | ایالات متحده آمریکا (USA) | ۰   | ۱    | ۲    | ۳     |
| ۱۳   | بلغارستان (BUL)           | ۰   | ۱    | ۰    | ۱     |
| ۱۳   | نروژ (NOR)                | ۰   | ۱    | ۰    | ۱     |
| ۱۳   | سوئیس (SUI)               | ۰   | ۱    | ۰    | ۱     |
| ۱۶   | کانادا (CAN)              | ۰   | ۰    | ۱    | ۱     |
| ۱۶   | کرواسی (CRO)              | ۰   | ۰    | ۱    | ۱     |
| ۱۶   | دانمارک (DEN)             | ۰   | ۰    | ۱    | ۱     |
| ۱۶   | لیتوانی (LTU)             | ۰   | ۰    | ۱    | ۱     |
| ۱۶   | روسیه (RUS)               | ۰   | ۰    | ۱    | ۱     |